# Dzień Chłopaka
Dzień Chłopaka – święto obchodzone 30 września w Polsce.

## Dzień Chłopaka na świecie
- 7 lutego – Malta
- 5 kwietnia – Wielka Brytania, Irlandia
- 5 maja – w Japonii (święto Tango-no Sekku) obchodzone od VI wieku n.e., po II wojnie światowej przemianowane na Dzień Dziecka[1].
- 15 lipca – Brazylia[1]
- 7 października – Norwegia[1]
- 19 listopada – Indie, Meksyk
- 25 listopada – Kanada[1]